# O.C. & Stiggs
O.C. & Stiggs (ang. O.C. & Stiggs) – amerykański film komediowy z 1987 roku w reżyserii Roberta Altmana.

## Obsada
- Dennis Hopper jako Sponson
- Daniel H. Jenkins jako O.C. – Oliver Cromwell Oglivie
- Jane Curtin jako Elinore Schwab
- Paul Dooley jako Randall Schwab
- Jon Cryer jako Randall Schwab, Jr.
- Laura Urstein jako Lenore Schwab
- Victor Ho jako Frankie Tang
- Ray Walston jako Gramps
- Donald May jako Jack Stiggs